# Trier Süd
Trier Süd – stacja kolejowa w Trewirze, w kraju związkowym Nadrenia-Palatynat, w Niemczech. Znajduje się tu 1 peron.